# Marcus Perperna (Konsul 130 v. Chr.)
Marcus Perperna († 129 v. Chr. in Pergamon) war ein Politiker der späten römischen Republik.
Als Prätor 135 v. Chr. schlug Perperna den Sklavenaufstand auf Sizilien nieder und wurde mit einer ovatio geehrt. 130 v. Chr. wurde er als homo novus Konsul und warf in Kleinasien den Aristonikos-Aufstand nieder. Während der Vorbereitungen zur Siegesfeier starb Perperna in Pergamon.
Ob die Angabe des Valerius Maximus (3, 4, 5) zutrifft, dass der Vater des Konsuls 126 v. Chr. aus Rom ausgewiesen wurde, weil er sich das römische Bürgerrecht angemaßt habe, ist nicht eindeutig geklärt.